# Hinterland
Hinterland (corrispondente all'italiano circondario o retroterra o entroterra) è un termine della lingua tedesca che indica il territorio retrostante a un porto, che gravita economicamente intorno ad esso e, per estensione, il territorio circostante una grande città dell'interno, cioè l'insieme dei centri abitati sui quali si estende l'influenza economica, culturale e sociale della città. L'estensione del circondario può variare nel tempo, in funzione dello sviluppo di infrastrutture e servizi in grado di attrarre flussi di merci verso il centro logistico rappresentato dal porto o dalla città.